# Seillängsverbindung
Eine Seillängsverbindung ist eine Möglichkeit, Drahtseile miteinander zu verbinden. Bei Drahtseilen neigen die Seilenden zum Ausfransen und dürfen daher aus Sicherheitsgründen nicht miteinander verknotet werden. Um Drahtseile sicher miteinander zu verbinden, werden darum besondere Hilfsmittel benötigt.

## Arten und Ausführung
Drahtseile lassen sich auf unterschiedliche, unten beschriebene Arten wirkungsvoll miteinander verbinden.
Das Schweißen von Seillängsverbindungen, das Stumpfschweißen, hat sich sicherheitstechnisch nicht bewährt, denn durch das Schweißen sinkt die Bruchfestigkeit des Seiles an der Schweißstelle um 80 %; außerdem ist das Biegeverhalten des Seiles nach dem Schweißen nur schwer kalkulierbar.

### Bügelklemmenverbindung
Bei der Bügelklemmenverbindung werden die beiden Seilenden längs miteinander überlappt und dann mittels Bügelklemmen verschraubt. Die Länge der Seilüberlappung und die Anzahl der Bügelklemmen sind abhängig von der Seilbelastung und dem Seilnenndurchmesser:
- für dünne Anschlagseile sind mindestens vier Seilklemmen erforderlich
- für Seile mit größerem Nenndurchmesser bis zu sechs.[ANM 1]

Aus Sicherheitsgründen werden die Muttern der Seilklemmen mittels Drehmomentschlüssel angeschraubt.

### Kauschenverbindung
Bei der Kauschenverbindung wird zunächst an den beiden zu verbindenden Seilenden eine Seilendverbindung mittels Kauscheneinband erzeugt. Diese beiden Kauscheneinbände werden mittels Schäkel oder Spannschloss miteinander verbunden. Auf diese Art lassen sich auch Seilschlösser oder vergossene Seilhülsen miteinander verbinden.

### Spleißen
Bei Spleißen werden zunächst beide zu verbindenden Seilenden aufgeflochten und anschließend die einzelnen Litzen mittels spezieller Techniken miteinander verflochten. Durch vorschriftsmäßige Spleißverbindungen erhält man bei Drahtseilen eine gute Kraftübertragung und ein hohes Maß an Sicherheit. Allerdings benötigt man zur Erstellung einer Spleißverbindung gute Fachkenntnisse. Seile mit unterschiedlicher Schlagrichtung dürfen nicht miteinander verspleißt werden. Spleißverbindungen werden z. B. bei Schienenflurbahnen verwendet. Als dauerhafte Verbindung bei senkrechter Zugrichtung sind sie schlecht geeignet, da bei Belastung eines einzelnen Seiles sich die Last drehen kann. Durch diese Drehung öffnet sich der Spleiß. Werden gespleißte Seile z. B. als Anschlagmittel benutzt, so muss das Drehen der Last unbedingt verhindert werden.

### Seilstrumpf
Seilstrümpfe, auch Seilverbindungsstrümpfe genannt, sind aus einzelnen Seilen geflochtene schlauchförmige Gebilde. Sie werden im Bergbau, an Krananlagen und an Seilbahnen verwendet, um neue Förderseile einzuziehen.
Um das neue Seil einzuziehen, wird der Seilstrumpf über die Seilenden der zu verbindenden Seile geschoben. Wird nun an einem der Seile gezogen, so längt sich der Strumpf. Dabei verringert sich sein Querschnitt, und durch die sich aufbauenden Reibungskräfte entsteht die Verbindung (Kraftschluss).
Auf den Seilen darf keine große Torsion herrschen. Bei Gleichschlagseilen kann es vorkommen, dass sich der Seilstrumpf trotz der Schnürspannung wie eine Mutter auf der Schraube abdrehen kann. Durch das Umwickeln der Seilenden mit starkem Klebeband wird die Haftung des Strumpfes erhöht und sein eventuelles Abrutschen verhindert.
Die Vorteile des Seilstrumpfes sind
- kurze Montagezeit (schnell herstellbare Seillängsverbindung, die sich ebenso schnell wieder lösen lässt.[2])
- Wiederverwendbarkeit
- geringes Gewicht.